# Another Night
Albums de The Hollies
Hollies
(1974) Hollies Live
(1976)
Another Night est le quinzième album du groupe The Hollies, sorti en 1975. Il se compose entièrement de chansons originales, à l'exception d'une reprise de 4th of July, Asbury Park (Sandy) (en) de Bruce Springsteen.

## Titres
| 1. | Another Night                         | Allan Clarke, Tony Hicks, Terry Sylvester | 3:51 |
| 2. | Sandy (4th of July, Asbury Park) (en) | Bruce Springsteen                         | 4:07 |
| 3. | Lonely Hobo Lullaby                   | Allan Clarke, Terry Sylvester             | 4:17 |
| 4. | Second Hand Hang-Ups                  | Allan Clarke, Tony Hicks, Terry Sylvester | 4:32 |
| 5. | Time Machine Jive                     | Allan Clarke, Tony Hicks, Terry Sylvester | 3:14 |

| 6.  | I'm Down                                        | Allan Clarke, Tony Hicks, Terry Sylvester | 4:11 |
| 7.  | Look Out Johnny (There's a Monkey on Your Back) | Allan Clarke, Tony Hicks, Terry Sylvester | 3:35 |
| 8.  | Give Me Time                                    | Allan Clarke, Terry Sylvester             | 3:07 |
| 9.  | You Gave Me Life (With That Look in Your Eyes)  | Allan Clarke, Terry Sylvester             | 3:46 |
| 10. | Lucy                                            | Allan Clarke, Tony Hicks, Terry Sylvester | 5:02 |

## Musiciens
- Bernie Calvert : basse, claviers
- Allan Clarke : chant
- Bobby Elliott : batterie, percussions
- Tony Hicks : guitare, chant
- Terry Sylvester : guitare rythmique, chant

## Classements
| Classement                 | Meilleure position | Semaines de présence |
| -------------------------- | ------------------ | -------------------- |
| États-Unis (Billboard 200) | 123                | 10                   |